# Wilhelm Hahn junior
Wilhelm Hahn junior (* 5. Januar 1904 in Ricklingen; † 21. Januar 1975 in Hannover) war ein deutscher Schlosser und Aufzugs-Führer sowie sozialdemokratischer Widerstandskämpfer gegen den Nationalsozialismus.

## Leben
Geboren zur Zeit des Deutschen Kaiserreichs in Ricklingen, einer alten Ortschaft, die 1913 nach Linden eingemeindet wurde und mit der Vereinigung der bis dahin selbständigen Industriestadt Linden 1920 mit Hannover ein Stadtteil der späteren Landeshauptstadt wurde, begann Wilhelm Hahn junior nach dem Ersten Weltkrieg und zu Beginn der Weimarer Republik im Lebensalter von 14 Jahren eine vierjährige Lehre als Schlosser bei der Hannoverschen Waggonfabrik (HAWA). Ebenfalls 1918 trat er in den Deutschen Metallarbeiter-Verband ein.
Nachdem Wilhelm Hahn junior 1922 seine Gesellenprüfung bestanden hatte, übernahm ihn die HAWA als Schlosser. Im selben Jahr trat er in die Sozialdemokratische Partei Deutschlands (SPD) ein, für die er später das Amt des Kassierers im Wahlbezirk Ricklingen übernahm.
Schon bei der Gründung des Reichsbanners Schwarz-Rot-Gold wurde Wilhelm Hahn im Alter von zwanzig Jahren 1924 Mitglied dieses sozialdemokratisch dominierten Bündnisses. Zudem wurde er zum Vorsitzenden der Sozialistischen Arbeiter-Jugend (SAJ) für den Bezirk Ricklingen gewählt, dann auch der Jungsozialisten sowie des Ricklinger Jungbanners. Als Mitglied der SPD lernte er zahlreiche Genossen seiner Partei kennen, insbesondere Franz Nause sowie Heinrich Gehrke.
Im Zuge der Weltwirtschaftskrise verlor Hahn 1931 seine Arbeit als Schlosser bei der HAWA und blieb dann für mehrere Jahre aufgrund seiner Ehrenämter zwar nicht tatsächlich arbeitslos, jedoch erwerbslos, also ohne eigenes Einkommen.
Im Jahr der Machtergreifung durch die Nationalsozialisten erfuhr Hahn im Frühjahr 1933 von der Absicht der SPD, die Partei „[…] unter Ablehnung des alten Parteivorstandes weiter zu führen“, und erklärte daraufhin seine Bereitschaft zur Mitwirkung, ging damit zugleich in den Widerstand gegen das NS-Regime. Ein späterer von der Staatsanwaltschaft vorgebrachter Vorwurf, Hahn habe im Sommer 1933 gemeinsam mit Heinrich Gehrke heimlich Pistolen zu Gottlieb Wittrock gebracht, konnte dann aber nicht nachgewiesen werden.
In der Folgezeit wurde Wilhelm Hahn von Heinrich Gehrke, dem seinerzeitigen Leiter der Abteilung 1 der Sozialistischen Front (SF) in Oberricklingen, regelmäßig mit der nun illegalen Zeitung Sozialistische Blätter zur Weiterverteilung beliefert. Nachdem „Hein“ Gehrke eine andere Aufgabe in der SF übernahm, leitete Hahn dann ab Ende 1934 und Anfang 1935 die Abteilung 1, belieferte nun wiederum Gehrke mit den Sozialistischen Blättern, nachdem er diese zuvor von Heinrich Wellern abgeholt hatte und dort später die „Lesegelder“ abrechnete. Ebenfalls von Heinrich Wellern erhielt Hahn nun Schreiben anderer Funktionäre, die bei Bedarf oder entsprechender Gelegenheit an Abteilungsleiter weitergereicht werden sollten.
Zudem war Hahn auch der Verbindungsmann zu einigen mit der SF sympathisierenden hannoverschen Polizisten. Dies war einer der Gründe, weshalb die SF noch 1935 eine – illegale – Maifeier in Ricklingen veranstalten konnte und regelmäßig bis zu 150 bis 180 Exemplare der ebenfalls illegalen Zeitung Sozialistische Blätter verteilen konnte. Einen Teil davon erhielt Hahn ab Ende 1934, regelmäßig alle vier bis sechs Wochen 60 Exemplare, die er dann in verschiedenen Mengen an Heinrich Wellern, Ernst Pleitner, August Hahn, Heinrich Gehrke und Rudolf Wittrock verteilte, Einzelexemplare auch an Hugo Bestel, Richard Ladwig, Simon Sutter, Karl Ude, Luise Ilten und Therese Wittrock. Mitunter verlor Hahn bewusst „versehentlich“ auch das eine oder andere der Sozialistischen Blätter auf dem Weg zur Arbeit.
Ebenfalls 1935 fand Hahn nach Jahren der Arbeitslosigkeit wieder eine bezahlte Arbeit, diesmal als „[…] Fahrstuhlführer bei der Firma Schünemann in Hannover, Ricklinger Stadtweg 24.“
Am 9. September 1936 wurde Wilhelm Hahn junior von der Gestapo in seiner Wohnung Am Rotdorn 4 verhaftet und einige Wochen später am 28. Oktober desselben Jahres in Untersuchungshaft in das hannoversche Gerichtsgefängnis überstellt. Am 28. Oktober 1937 wurde Wilhelm Hahn in einem Gruppenprozess gegen insgesamt 57 Beklagte vom Oberlandesgericht Hamm zu 4 Jahren und 9 Monaten Zuchthaus verurteilt bei zeitweiliger Aberkennung seiner Ehrenrechte.
Gegen Hahns Vater, Wilhelm Hahn senior, wurde im selben Prozess ermittelt; dieser wurde allerdings aus Mangel an Beweisen freigesprochen.
Wilhelm Hahn junior verbüßte die Strafe im Zuchthaus Hameln, bevor er mitten im Zweiten Weltkrieg – nach nur wenig längerer als seiner zuvor ausgesprochenen Haftzeit – am 9. November 1941 aus der Haft entlassen wurde. Hahn blieb jedoch bis zum Ende des Krieges beziehungsweise bis zum Ende des Nationalsozialismus unter Polizeiaufsicht.
Wilhelm Hahn junior war langjähriger Mieter im Laveshaus. Nach seinem Tod 1975 wurde er auf dem Stadtfriedhof Ricklingen bestattet.

## Wilhelm-Hahn-Weg
Mit dem 1984 im hannoverschen Stadtteil Wettbergen angelegten Wilhelm-Hahn-Weg ehrt die Landeshauptstadt Hannover den sozialdemokratischen Funktionär und Widerstandskämpfer seitdem posthum durch die Namensgebung der Straße.

## Archivalien
Archivalien zur Biographie und zum Wirken Hahns finden sich beispielsweise
- als vermutlich 1937 im Zuge der erkennungsdienstlichen Behandlung während der Haft durch einen hierzu Beauftragten angefertigtes Polizeifoto mit einem Porträt Wilhelm Hahns; im Bestand des Niedersächsischen Landesarchivs (Standort Hannover), abgebildet auf der Seite sozialistische-front.de (siehe im Abschnitt Weblinks)[5]